# Rio Batanu
O Rio Batanu é um rio da Romênia afluente do Rio Mare, localizado no distrito de Hunedoara.